# Цанко Лавренов
Цанко Лавренов (24 листопада 1896, Пловдив — 18 октября 1978, Софія) — болгарський художник.

## Біографія
Цанко Лавренов не мав завершеної академічної художньої освіти. З 1916 року він навчався у Французькому католицькому колежі «Святий Августин», потім відвідував приватну художню школу «Св. Анна» у Відні (1921—1922 роки). У 1925 році він відправився у подорож Італією.
Перша робота, яка зробила його відомим, був малюнок акварелю «Іконописець» 1926 року, виконана в традиціях середньовічної мініатюри. Скоро після неї з'явилися і перші пейзажі Старого Пловдива і Рильського монастиря, виконані у вищезгаданому стилі.
Пейзаж Рильського монастиря поклав початок цілому монастирському циклу, пік якого припав на 1935—1936 роки, період коли художник перебував на святій горі Афон. Протягом всього життя Цанко Лавренов працював не лише як художник, а зарекомендував себе і як художній критик.
В 1964—1967 роках влаштував персональні виставки в Празі, Будапешті, Варшаві, Західному Берліні та Москві.
Помер 18 октября 1978 в Софії.

## Картини
- «Старий Пловдив» — графіка
- «Рильський монастир» (1942)
- «Светогорський монастир Хилендар» (1942)
- «Смоляенські озера» — пейзаж (1946)
- «Пловдив» (1946)
- «Рильський монастир» (1950)
- «Маленька нічна серенада» (1967)
- «Пловдивське Відродження» (1970)
- «Іконописець»
- «Хисар капия» — графика
- «Ламартиновата къща» — графіка
- «Кулата на Сахаттепе» — графіка
- «Джамбазтепе» — графіка
- «Имарет джамия» — графіка
- «Новият мост на Марица» — графіка